# 燕然都護府
燕然都護府（えんぜんとごふ、拼音：Yànrándōuhùfŭ）は、中国の唐代に外モンゴルに置かれた軍事行政機関。安北都護府の前身。

## 沿革
貞観21年（647年）、燕然都護府を鬱督軍山に設置。鉄勒諸部が唐に帰順したため、その地を分けて13の州府を置いた。
龍朔3年（663年）2月、燕然都護府を改めて瀚海都護府とする。

## 府州
太宗は鉄勒諸部に6府7州を置き、府には都督を、州には刺史を置き、それぞれに長史と司馬以下の官を置いた。

### 都督府
- 瀚海都督府（迴紇部／回紇部）
- 燕然都督府（多覧葛部）
- 金微都督府（僕骨部）
- 幽陵都督府（抜野古部）
- 亀林都督府（同羅部）
- 盧山都督府（思結部）

### 州
- 皋蘭州（渾部）
- 高闕州（斛薛部）
- 鶏田州（阿跌部）
- 楡渓州（契苾部／契苾羽部）
- 鶏鹿州（跌結部／奚結部）
- 蹛林州（阿布思部／思結別部）
- 寘顔州（白霫部）

### その他府州
- 堅昆都督府（結骨部）
- 玄闕州（骨利干部）
- 燭龍州（倶羅勃部）

## おもな燕然都護

### 都護
- 李素立（647年 - ?）

### 副都護
- 元礼臣

## 参考資料
- 『旧唐書』本紀第四高宗上、列伝第一百四十五迴紇、列伝第一百四十九下北狄
- 『新唐書』志第二十七地理一、列伝第一百四十上突厥上、列伝第一百四十二上回鶻上